# چرت (ترانه شوگا)
«چُرت» (انگلیسی: Snooze) ترانه‌ای از خواننده اهل کره جنوبی، شوگا از بی‌تی‌اس با همکاری آهنگساز ژاپنی ریوئیچی ساکاموتو و خواننده کره‌ای آمریکایی ووسونگ از د رز است. «چُرت» در ۲۱ آوریل ۲۰۲۳، توسط بیگ هیت میوزیک به عنوان نهمین ترانه از نخستین آلبوم استودیویی شوگا به نام روز دی منتشر شد.

## جدول‌های موسیقی
| جدول (۲۰۲۳)                             | بالاترین جایگاه |
| --------------------------------------- | --------------- |
| تک‌آهنگ‌هاز دیجیتال ژاپن (اوریکون)        | ۱۳              |
| دانلود ژاپن (بیلبورد ژاپن)              | ۳۲              |
| ترانه‌های دیجیتال ایالات متحده (بیلبورد) | ۱۳              |
| ویتنام (ویتنام هات ۱۰۰)                 | ۸۹              |